# Daylight (filme)
Daylight é um filme americano de 1996, dirigido por Rob Cohen e estrelado por Sylvester Stallone.

## Sinopse
Um acidente com veículos que levavam produtos químicos causa uma forte explosão que bloqueia as saídas do Holland Tunnel, em Nova York, além de vitimar milhares de pessoas. Entretanto existem alguns sobreviventes que se encontram presos no meio da galeria do túnel, localizada a vários metros de profundidade abaixo do Rio Hudson. A única esperança para os sobreviventes é Kit Latura (Sylvester Stallone), um ex-bombeiro que precisará entrar no túnel e resgatar as vítimas antes que o ar se esgote, ou que o próprio túnel desabe.

## Elenco
| Ator               | Personagem        | Dublagem Brasileira:Clone(VHS/Televisão) |
| ------------------ | ----------------- | ---------------------------------------- |
| Sylvester Stallone | Kit Latura        | Antônio Moreno                           |
| Amy Brenneman      | Madeline Thompson | Isaura Gomes                             |
| Viggo Mortensen    | Roy Nord          | Luiz Carlos de Moraes                    |
| Dan Hedaya         | Frank Kraft       | Valter Santos                            |
| Colin Fox          | Roger Trilling    | Eleu Salvador Selbach                    |
| Claire Bloom       | Eleanor Trilling  | Maximira Figueiredo                      |
| Jay O. Sanders     | Steven Crighton   | Sérgio Moreno                            |
| Karen Young        | Sarah Crighton    | Rosa Maria Baroli                        |
| Trina McGee Davis  | LaTonya           | Letícia Quinto                           |
| Barry Newman       | Norman Basset     | Carlos Campanile                         |
| Stan Shaw          | George Tyrell     | Sérgio Galvão                            |